# Saint-Georges-Lagricol
Saint-Georges-Lagricol is een gemeente in het Franse departement Haute-Loire (regio Auvergne-Rhône-Alpes) en telt 455 inwoners (2004). De plaats maakt deel uit van het arrondissement Le Puy-en-Velay.

## Geografie
De oppervlakte van Saint-Georges-Lagricol bedraagt 19,0 km², de bevolkingsdichtheid is 23,9 inwoners per km².
De onderstaande kaart toont de ligging van Saint-Georges-Lagricol met de belangrijkste infrastructuur en aangrenzende gemeenten.

## Demografie
Onderstaande figuur toont het verloop van het inwonertal (bron: INSEE-tellingen).
1. ↑  Populations de référence 2022.